# Eleições primárias presidenciais do Partido Republicano em 2012
As eleições primárias do Partido Republicano em 2012 são os processos de seleção em que os eleitores do Partido Republicano irão escolher seu candidato a presidente dos Estados Unidos na eleição presidencial de 2012. Na Convenção Nacional Republicana de 2012 estarão presentes 2 286 delegados partidários. Um candidato deverá acumular pelo menos a metade e mais um dos votos dos delegados (50%+1), ou seja, deverá receber pelo menos 1 144 votos dos delegados para ganhar a nomeação.

## Programação e processo eleitoral
A Convenção Nacional Republicana de 2008 decidiu que o calendário das primárias de 2012 estariam sujeitas às mesmas regras que a seleção de delegados de 2008. Mas, em 6 de agosto de 2010, o Comitê Nacional Republicano (RNC) adotou novas regras para o período das eleições, com 103 votos a favor. No âmbito deste plano, as eleições para a escolha dos delegados para a convenção nacional deveria ser dividido em três períodos:
- 1 de fevereiro a 5 de março: Primárias nos estados de Iowa, Nova Hampshire, Nevada e Carolina do Sul;
- 6-31 de março: Primárias que, proporcionalmente, distribuíria os delegados;
- A partir de 1 de abril: Todas as outras primárias.

Vários estados, principalmente a Flórida, marcaram suas disputas mais cedo do que havia sido previsto. Isso pressionou todos os estados que tradicionalmente iniciavam as disputas mais cedo a afastar a data das primárias de janeiro, exceto Nevada. Como resultado da violação das regras do RNC, esses estados foram penalizados com a perda da metade de seus delegados, incluindo o direito de voto para os delegados do RNC. Apesar de que as primárias iniciais de Iowa, Maine, Colorado, Minnesota e Missouri não foram automaticamente penalizadas, porque as suas disputas não compromentem os delegados nacionais até depois do prazo previsto para os estados que possuíam eleições antecipadas.
O número mínimo de delegados atribuídos a cada um dos 50 estados é de 10 delegados gerais, mais 3 delegados por distrito eleitoral. Além disso, são fixados delegados para as Marianas Setentrionais, o Distrito de Columbia, aos territórios de Porto Rico, Samoa Americana, Guam e Ilhas Virgens Americanas sob as regras de seleção de delegados. São concedidos delegados extras aos estados com base nos seguintes fatores:
- Delegados de bônus para cada estado que lançaram a maioria dos seus votos no Colégio Eleitoral para o candidato do Partido Republicano na eleição presidencial de 2008;
- Um delegado de bônus para cada senador do Partido Republicano;
- Um delegado de bônus para cada estado que possui a maioria republicana na Câmara dos Representantes;
- Um delegado de bônus para cada estado que possui um governador republicano;
- Delegados de bônus por ter a maioria em uma ou em todas as câmaras de sua legislatura estadual.

Os dois membros do Comitê Nacional Republicano de cada estado e território e o chefe do Partido Republicano no estado são delegados partidários a menos que o Estado seja penalizado por violação das regras do agendamento do RNC. Os estados decidem se esses delegados são comprometidos ou descomprometidos.

### Programação das primárias
As tabelas a seguir mostram como e quando os delegados da Convenção Nacional são atribuídos aos candidatos. Isso significa que elas não incluem as pesquisas de opinião. E não incluem as datas para as diferentes convenções locais onde os delegados são pessoalmente eleitos ou selecionados. As últimas tabelas mostram as convenções locais dos estados com primárias de nível de entrada não obrigatória (uma primária
com nível de entrada é o estado com primárias ou caucuses onde todos os eleitores republicanos podem participar).
- Data: Esta é a data em que os delegados são comprometidos a um candidato ou a data onde o primeiro passo para eleição dos delegados é tomada. Alguns estados têm convenções partidárias que se estendem por mais de um dia (Louisiana tem duas datas, pois o estado tem duas eleições na primeira etapa, tanto nas primárias e caucuses).
- Estados: Além das cinquenta disputas estaduais também há cinco disputas territoriais e um distrito federal.
- Existem três tipos de delegados. Nestas tabelas estão listados pela forma como os candidatos conquistam-os, em alguns estados é pelo voto a nível estadual, embora cada um dos delegados sejam escolhidos a nível distrital.
  - (RNC): Três delegados: 2 membros do Comitê Nacional Republicano (Republican National Committee, de onde deriva a sigla RNC) e o presidente do partido a nível estadual dos estados não penalizados. 11 estados vinculam esses delegados com o resultado dos delegados eleitos, o restante são desacoplados.
  - (AL): Delegados eleitos a nível de estado ou território, chamados de At-large (de onde deriva a sigla AL).
  - (CD): Delegados eleitos em cada distrito congressional (Congressional district, de onde deriva a sigla CD).
- Tipo da disputa: São dois tipos: Caucus ou Primária, em que são regulados de muitas formas diferentes nos estados locais.

Nos caucuses a escolha dos delegados é feita em reuniões políticas realizadas em residências, escolas e outros prédios públicos, nas quais os eleitores debatem sobre seus candidatos e temas eleitorais. Os delegados eleitos no caucus participam de convenções nos condados, nas quais são eleitos os delegados que irão às convenções estaduais que, por fim, definem os delegados a serem enviados à convenção nacional.
Nas primárias, a votação segue o formato tradicional, no qual os eleitores votam em seu candidato por meio de cédulas. O pré-candidato que vencer a primária ganha os delegados daquele Estado, que irão apoiá-lo na convenção nacional. Nas primárias fechadas, os eleitores só podem escolher o candidato do partido em que forem registrados. Nas primárias abertas, eleitores republicanos ou de outros partidos apenas podem participar apenas de uma primária de um partido, ou seja, um eleitor não republicano pode participar da primária republicana. Nas primárias semi-fechadas, além de apenas os eleitore filiados, participam os que não possuem partido, chamados de independentes.
- Delegados comprometidos: Esses delegados eleitos são legalmente obrigados a votarem em um candidato, pelo menos, na primeira votaçao da Convenção Nacional. Todos os 3 tipos de delegados podem ser comprometidos, dependendo das regras locais do estado.
- Delegados descomprometidos: Há 120 delegados do RNC que são livres para votar em qualquer candidato que eles gostem, e os candidatos são livres para atraí-los.[14] Até 340 delegados AL e CD são descomprometidos (unpledged). Eles são eleitos em convenções, e os candidatos se esforçam para obter o maior número dos seus adeptos para se juntar nessas convenções através de caucuses e primárias nos respectivos estados.[15]
- Atribuição dos delegados: Pode ser a mesma tanto no estado e a nível distrital ou pode ser diferente. A eleição de 2012 tem mais disputas atribuídas proporcionalmente do que a eleição de 2008.
  - Vencedor-leva-tudo (Winner-take-all). Em alguns distritos estaduais esse método não será utilizado, a menos que um dos candidatos obtiverem a maioria de todos os votos. Os estados podem usar o sistema vencedor-leva-tudo e atribuir delegados por CD (distrito congressional), caso em que distritos congressionais diferentes podem ter diferentes candidatos. Os estados podem utilizar o sistema vencedor-leva-tudo e atribuir todos os delegados eleitos a nível estadual.
  - Proporcional. A maioria dos estados que elegem delegados proporcionalmente têm limites em que os candidatos devem atender para serem dados como delegados; estes limites variam de 10% a 25% por cento dos votos. Mas alguns estados que elegem delegados proporcionalmente não têm tal limite.
  - Brecha (Loophole). A forma original de preferência, seleção de delegados pelo tipo de primária, onde os eleitores votam no candidato de preferência na primária e separadamente votam em uma chapa de candidatos. Assim, mesmo que os delegados tecnicamente sejam descomprometidos, eles irão, usando a brecha, tornando-se praticamente comprometido a um candidato.[16]
  - Convenção. Se os delegados da convenção nacional são descomprometidos ou eles não estão comprometidos no caucus realizado pela primeira vez no estado, na convenção estadual é onde eles são eleitos. As datas para essas convenções locais são mostrados entre parênteses. Para disputas em alguns pequenos territórios ou estados, o caucus pode ser a convenção.
  - Comitê. A data do comitê estadual local que elege delegados está entre parênteses.
- Delegados garantidos: Há duas maneiras para garantir um delegado para um candidato. O delegado pode ser legalmente comprometido a um candidato por meio da disputa estadual, ou o delegado pode se comprometer pessoalmente a apoiar um candidato. Os delegados não comprometidos (superdelegados) se dividem em quatro categorias: 120 líderes do partido descomprometidos[14] (entre parênteses), 212 delegados descomprometidos atribuídos em convenções, 3 delegados descomprometidos e 2 delegados que foram atribuídos para Huntsman, mas agora são descomprometidos.[17][18] A última coluna (descomprometidos) lista todos os delegados que ainda não se comprometeram a um candidato, de uma forma ou de outra. Isso inclui os delegados do RNC, delegados eleitos como descomprometidos, delegados eleitos como comprometidos, mas agora foram descomprometidos em relação ao seu candidato e os delegados ainda não atribuídos ou eleitos.

### Disputas
|                    |                                  | Delegação estadual | Delegação estadual | Delegação estadual | Delegação estadual |                         | Status dos delegados | Status dos delegados | Status dos delegados                            | Delegados assegurados (excluí delegados descomprometidos do RNC) | Delegados assegurados (excluí delegados descomprometidos do RNC) | Delegados assegurados (excluí delegados descomprometidos do RNC) | Delegados assegurados (excluí delegados descomprometidos do RNC) | Delegados assegurados (excluí delegados descomprometidos do RNC) |
| Data               | Estado                           | RNC                | AL                 | CD                 | Total              | Tipo de disputa         | Descomprometidos     | Comprometidos        | Atribuíção                                      | Gingrich                                                         | Paul                                                             | Romney                                                           | Santorum                                                         | Indeciso                                                         |
| ------------------ | -------------------------------- | ------------------ | ------------------ | ------------------ | ------------------ | ----------------------- | -------------------- | -------------------- | ----------------------------------------------- | ---------------------------------------------------------------- | ---------------------------------------------------------------- | ---------------------------------------------------------------- | ---------------------------------------------------------------- | ---------------------------------------------------------------- |
| 3 de janeiro       | Iowa                             | 3                  | 13                 | 12                 | 28                 | Caucus                  | 28                   | 0                    | Convenção (AL) Convenção (CD)                   |                                                                  |                                                                  |                                                                  |                                                                  |                                                                  |
| 10 de janeiro      | Nova Hampshire[a]                | 0                  | 12                 | 0                  | 12                 | Primária (semi-fechada) | 0                    | 12                   | Proporcional (AL) (Sem atribuíção por CD)       |                                                                  | 3                                                                | 7                                                                |                                                                  | 2                                                                |
| 21 de janeiro      | Carolina do Sul[a]               | 0                  | 11                 | 14                 | 25                 | Primária (aberta)       | 0                    | 25                   | Vencedor-leva-tudo (AL) Vencedor-leva-tudo (CD) | 23                                                               |                                                                  | 2                                                                |                                                                  |                                                                  |
| 31 de janeiro      | Flórida[a]                       | 0                  | 50                 | 0                  | 50                 | Primária (fechada)      | 0                    | 50                   | Vencedor-leva-tudo (AL) (Sem atribuíção por CD) |                                                                  |                                                                  | 50                                                               |                                                                  |                                                                  |
| 4 de fevereiro     | Nevada                           | 3                  | 25                 | 0                  | 28                 | Caucus                  | 0                    | 28                   | Proporcional (AL) (Sem atribuíção por CD)       | 6                                                                | 5                                                                | 14                                                               | 3                                                                |                                                                  |
| 7 de fevereiro     | Colorado                         | 3                  | 12                 | 21                 | 36                 | Caucus                  | 36                   | 0                    | Convenção (AL) Convenção (CD)                   |                                                                  |                                                                  |                                                                  |                                                                  |                                                                  |
| 7 de fevereiro     | Minnesota                        | 3                  | 13                 | 24                 | 40                 | Caucus                  | 40                   | 0                    | Convenção (AL)[b] Convenção (CD)                |                                                                  |                                                                  |                                                                  |                                                                  |                                                                  |
| 4–11 de fevereiro  | Maine                            | 3                  | 15                 | 6                  | 24                 | Caucus                  | 24                   | 0                    | Convenção (AL) Convenção (CD)                   |                                                                  |                                                                  |                                                                  |                                                                  |                                                                  |
| 28 de fevereiro    | Arizona[a]                       | 0                  | 29                 | 0                  | 29                 | Primária (fechada)      | 0                    | 29                   | Vencedor-leva-tudo (AL) (Sem atribuíção por CD) |                                                                  |                                                                  | 29                                                               |                                                                  |                                                                  |
| 28 de fevereiro    | Michigan[a]                      | 0                  | 2                  | 28                 | 30                 | Primária (aberta)       | 0                    | 30                   | Vencedor-leva-tudo (AL) Vencedor-leva-tudo (CD) |                                                                  |                                                                  | 16                                                               | 14                                                               |                                                                  |
| 11–29 de fevereiro | Wyoming                          | 3                  | 14                 | 12[e]              | 29                 | Caucus                  | 4                    | 25                   | Convenção (AL) Convenção (CD)                   |                                                                  |                                                                  |                                                                  |                                                                  |                                                                  |
| 3 de março         | Washington                       | 3                  | 10                 | 30                 | 43                 | Caucus                  | 3                    | 40                   | Convenção (AL) Convenção (CD)                   |                                                                  |                                                                  |                                                                  |                                                                  |                                                                  |
| 6 de março         | Alasca                           | 3                  | 24                 | 0                  | 27                 | Caucus                  | 3                    | 24                   | Proporcional (AL) (Sem atribuíção por CD)       | 2                                                                | 6                                                                | 8                                                                | 8                                                                |                                                                  |
| 6 de março         | Geórgia                          | 3                  | 31                 | 42                 | 76                 | Primária (aberta)       | 0                    | 76                   | Proporcional (AL) Proporcional (CD)             | 55                                                               |                                                                  | 18                                                               | 3                                                                |                                                                  |
| 6 de março         | Idaho                            | 3                  | 29                 | 0                  | 32                 | Caucus                  | 0                    | 32                   | Vencedor-leva-tudo (AL) (Sem atribuíção por CD) |                                                                  |                                                                  | 32                                                               |                                                                  |                                                                  |
| 6 de março         | Massachusetts                    | 3                  | 38                 | 0                  | 41                 | Primária (semi-fechada) | 3                    | 38                   | Proporcional (AL) (Sem atribuíção por CD)       |                                                                  |                                                                  | 38                                                               |                                                                  |                                                                  |
| 6 de março         | Dakota do Norte                  | 3                  | 25                 | 0                  | 28                 | Caucus                  | 0                    | 28                   | Proporcional (AL)[c] (Sem atribuíção por CD)    | 2                                                                | 8                                                                | 7                                                                | 11                                                               |                                                                  |
| 6 de março         | Ohio                             | 3                  | 15                 | 48                 | 66                 | Primária (semi-fechada) | 3                    | 63                   | Proporcional (AL)[c] Vencedor-leva-tudo (CD)[c] |                                                                  |                                                                  | 38                                                               | 21                                                               | 4                                                                |
| 6 de março         | Oklahoma                         | 3                  | 25                 | 15                 | 43                 | Primária (fechada)      | 3                    | 40                   | Proporcional (AL) Proporcional(CD)              | 13                                                               |                                                                  | 13                                                               | 14                                                               |                                                                  |
| 6 de março         | Tennessee                        | 3                  | 28                 | 27                 | 58                 | Primária (aberta)       | 3                    | 55                   | Proporcional (AL) Proporcional(CD)              | 9                                                                |                                                                  | 16                                                               | 30                                                               |                                                                  |
| 6 de março         | Vermont                          | 3                  | 11                 | 3                  | 17                 | Primária (aberta)       | 0                    | 17                   | Proporcional (AL) Vencedor-leva-tudo (CD)       |                                                                  | 4                                                                | 9                                                                | 4                                                                |                                                                  |
| 6 de março         | Virgínia                         | 3                  | 13                 | 33                 | 49                 | Primária (aberta)       | 3                    | 46                   | Vencedor-leva-tudo (AL) Vencedor-leva-tudo (CD) |                                                                  | 3                                                                | 43                                                               |                                                                  |                                                                  |
| 6-10 de março      | Wyoming                          | 3                  | 14                 | 12                 | 29                 | Convenção               | 1                    | 11                   | Caucus (CD)[e]                                  |                                                                  | 1                                                                | 8                                                                | 2                                                                | 1                                                                |
| 10 de março        | Kansas                           | 3                  | 25                 | 12                 | 40                 | Caucus                  | 0                    | 40                   | Proporcional (AL) Vencedor-leva-tudo (CD)       |                                                                  |                                                                  | 7                                                                | 33                                                               |                                                                  |
| 10 de março        | Guam                             | 3                  | 6                  | 0                  | 9                  | Caucus                  | 9                    | 0                    | Caucus                                          |                                                                  |                                                                  | 6                                                                |                                                                  |                                                                  |
| 10 de março        | Ilhas Marianas do Norte          | 3                  | 6                  | 0                  | 9                  | Caucus                  | 9                    | 0                    | Caucus                                          |                                                                  |                                                                  | 6                                                                |                                                                  |                                                                  |
| 10 de março        | Ilhas Virgens dos Estados Unidos | 3                  | 6                  | 0                  | 9                  | Caucus[f]               | 5                    | 4                    | Caucus                                          |                                                                  | 1                                                                | 4                                                                |                                                                  | 1                                                                |
| 13 de março        | Alabama                          | 3                  | 26                 | 21                 | 50                 | Primária (aberta)       | 3                    | 47                   | Proporcional (AL) Proporcional (CD)             | 13                                                               |                                                                  | 12                                                               | 22                                                               |                                                                  |
| 13 de março        | Samoa Americana                  | 3                  | 6                  | 0                  | 9                  | Caucus                  | 3                    | 6                    | Caucus                                          |                                                                  |                                                                  | 6                                                                |                                                                  |                                                                  |
| 13 de março        | Havaí                            | 3                  | 11                 | 6                  | 20                 | Caucus                  | 3                    | 17                   | Proporcional (AL) Proporcional (CD)             |                                                                  | 3                                                                | 9                                                                | 5                                                                |                                                                  |
| 13 de março        | Mississippi                      | 3                  | 25                 | 12                 | 40                 | Primária (aberta)       | 3                    | 37                   | Proporcional (AL) Proporcional (CD)             | 12                                                               |                                                                  | 12                                                               | 13                                                               |                                                                  |
| 18 de março        | Porto Rico                       | 3                  | 20                 | 0                  | 23                 | Primária (aberta)       | 3                    | 20                   | Winner-take-all                                 |                                                                  |                                                                  | 20                                                               |                                                                  |                                                                  |
| 20 de março        | Illinois                         | 3                  | 12                 | 54                 | 69                 | Primária (aberta)       | 15                   | 54                   | Convenção (AL) Brecha (CD) [c]                  |                                                                  |                                                                  | 42                                                               | 12                                                               |                                                                  |
| 15–24 de março     | Missouri                         | 3                  | 25                 | 24                 | 52                 | Caucus                  | 3                    | 49                   | Convenção (AL) Convenção (CD)                   |                                                                  |                                                                  |                                                                  |                                                                  |                                                                  |
| 24 de março        | Louisiana[g]                     | 0                  | 20                 | 0                  | 20                 | Primária (fechada)      | 0                    | 20                   | Proporcional (AL)                               |                                                                  |                                                                  | 5                                                                | 10                                                               |                                                                  |

Notas
a  Estado penalizado por quebrar as diretrizes de programação do RNC. A pena reduz o número de delegados ao meio e retira privilégios de voto dos delegados líderes do partido.

b  A convenção do distrito, estado ou território pode votar em comprometer seus delegados.

c  Os delegados não estão legalmente comprometidos a um candidato.

d  Se qualquer candidato recebe mais de 50% dos votos torna-se uma disputa de vencedor-leva-tudo.

e  Wyoming tem apenas um distrito congressional, mas os 12 delegados CD são eleitos em 23 condados que estão juntos.

f  Delegados das Ilhas Virgens dos Estados Unidos são legalmente comprometidos se eles são eleitos como prometido a um candidato.

g  Louisiana tem uma primária e um caucus para stribuír seus delegados. O comitê estatal seleciona 5 dos 25 delegados a nível estadual como descomprometidos.

h  O caucus de Montana é a sua convenção. Os delegados deste caucus são selecionados por comitês nos condados a pelo menos 10 dias antes da data da convenção estadual.

## Candidatos
A competição principal começou com um campo bastante amplo, e é a primeira primária presidencial influenciada pelo movimento Tea Party. Ron Paul, que tinha se candidatado em 2008 tem uma plataforma libertária, tem considerável apoio em sua campanha presidencial, e foi recebido por eleitores republicanos como um candidato com grandes chances de vencer.
O ex-governador de Massachusetts Mitt Romney, que também concorreu à presidência em 2008, tomou a dianteira logo no início nas pesquisas com o apoio de grande parte dos republicano. No entanto, sua vantagem sobre o campo republicano tem sido precária, devido à entrada de novos candidatos que atraiu uma atenção considerável da mídia, entre abril e agosto de 2011. O apoio entre os republicanos para o governador Rick Perry do Texas teve grande impacto contra a campanha de Romney.
Após uma série de fracassos em debates, Perry rapidamente perdeu pontos nas pesquisas eleitoras. Herman Cain foi seriamento comprometido, depois de alegações de assédio sexual, com sua campanha sendo suspensa em 3 de dezembro. Newt Gingrich, que salientou a necessidade de vencer o atual presidente Barack Obama e evitar as disputas intra partidária, começou a crescer em pesquisas e levantando fundos desde novembro de 2011. A popularidade de Gingrich começou a diminuir em meados de dezembro sob ataques recebidos de Ron Paul e Mitt Romney. Rick Santorum venceu em Iowa, por apenas trinta e quatro votos de diferença de Mitt Romney.

### Lista
Atuais candidatos a nomeação do Partido Republicano que foram convidados a participar dos debates televisionados

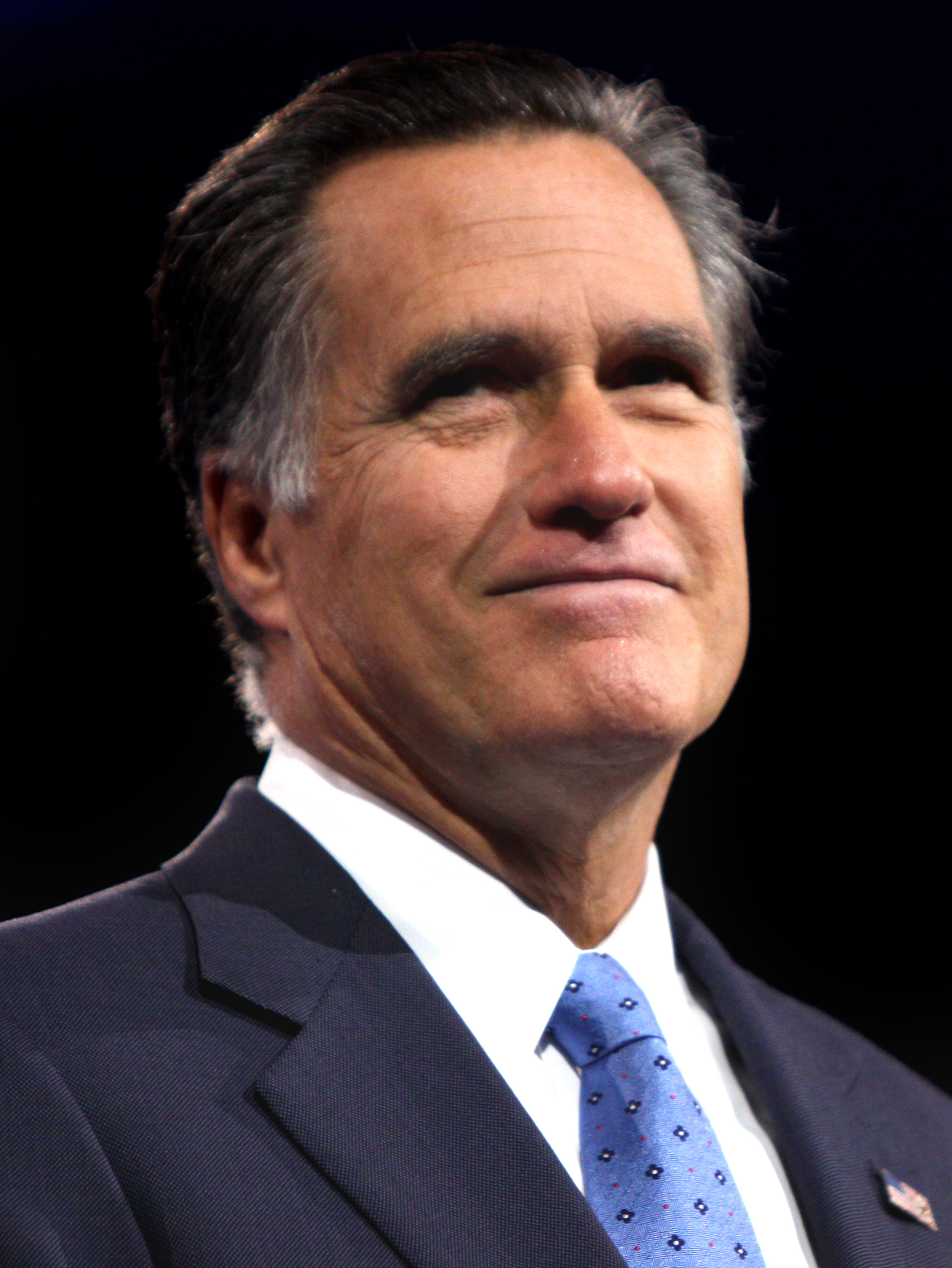
Mitt Romney
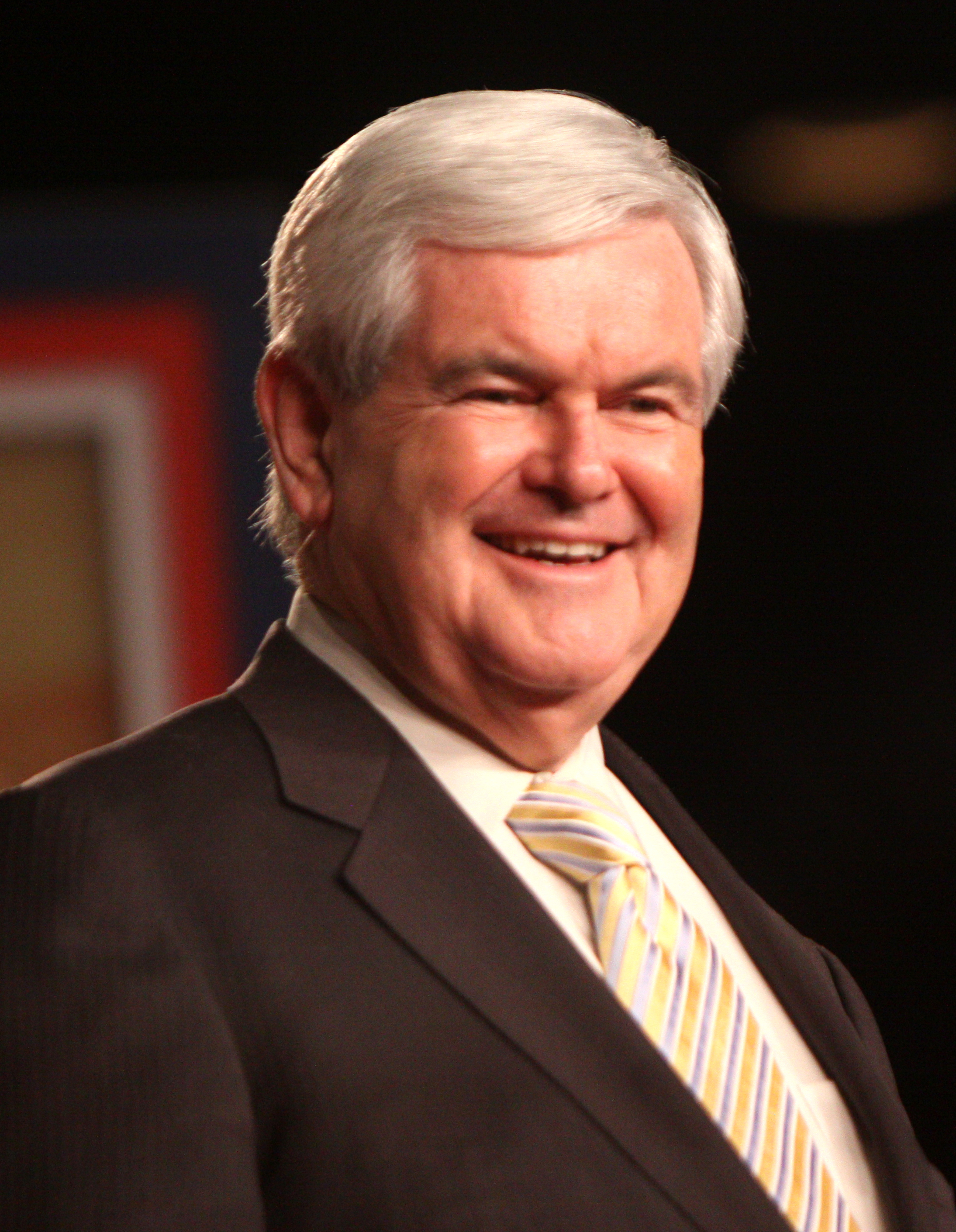
Newt Gingrich
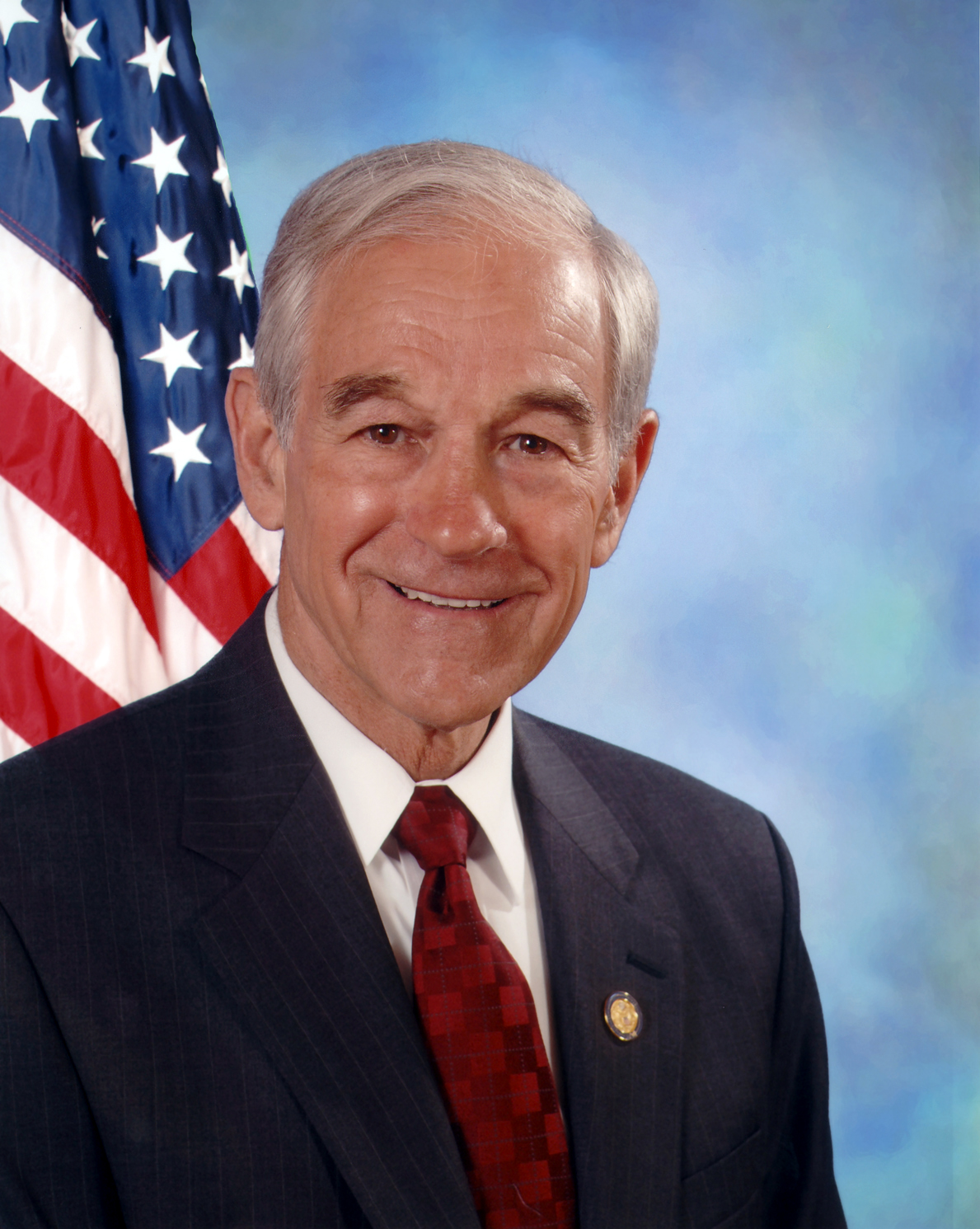
Ron Paul

- Mitt Romney, ex-governador de Massachusetts, declarou sua candidatura em 2 de junho de 2011.[27]
- Newt Gingrich, ex-Presidente da Câmara dos Representantes dos Estados Unidos pela Geórgia, declarou sua candidatura em 11 de maio de 2011.[28]
- Ron Paul, representante pelo Texas declarou sua candidatura em 13 de maio de 2011.[29]

Outros candidatos que possuem campanha ativa, mas nenhum foi convidado para participar de um debate mais amplo

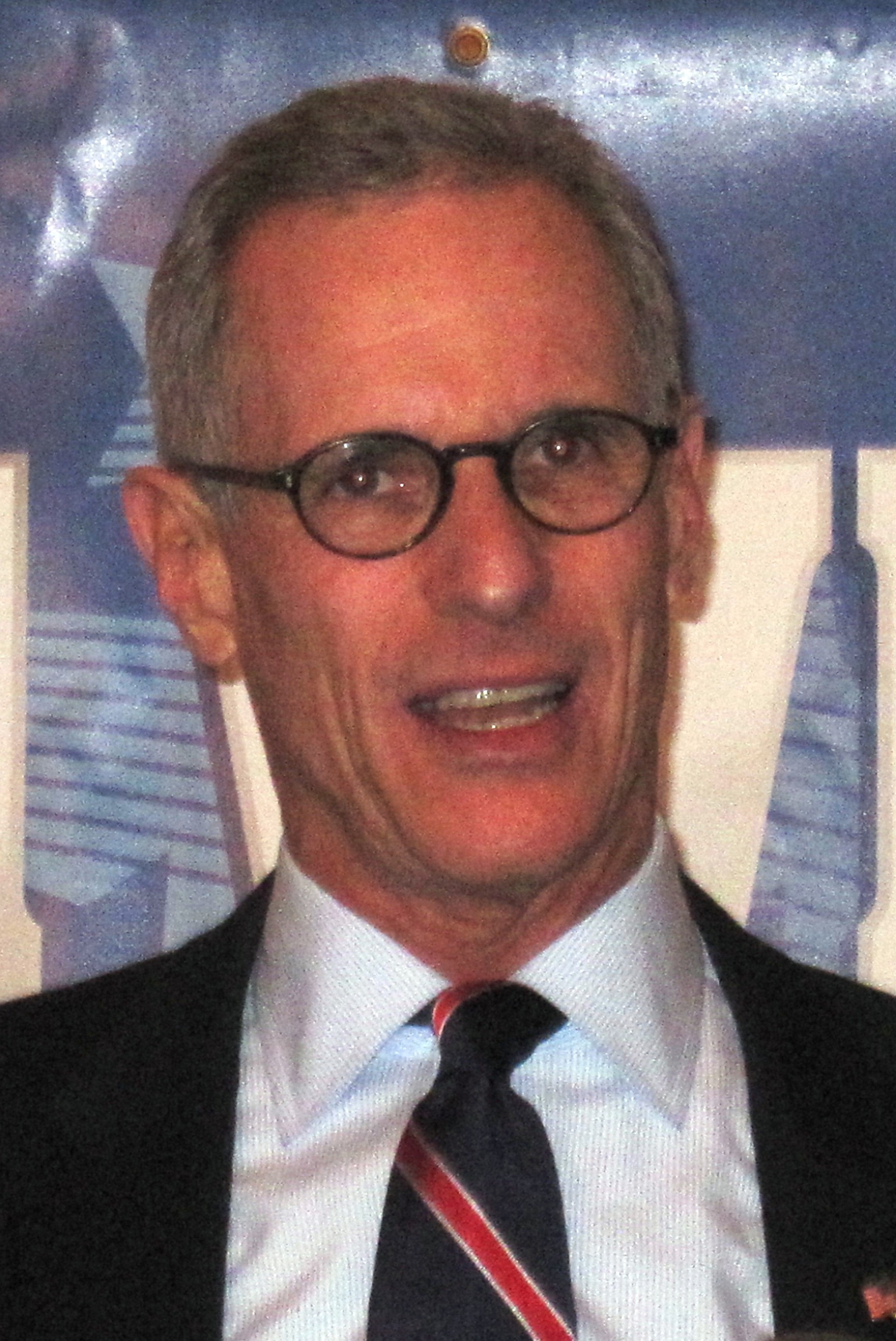
Fred Karger
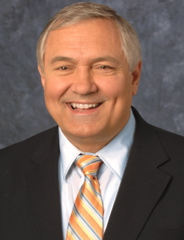
Andy Martin
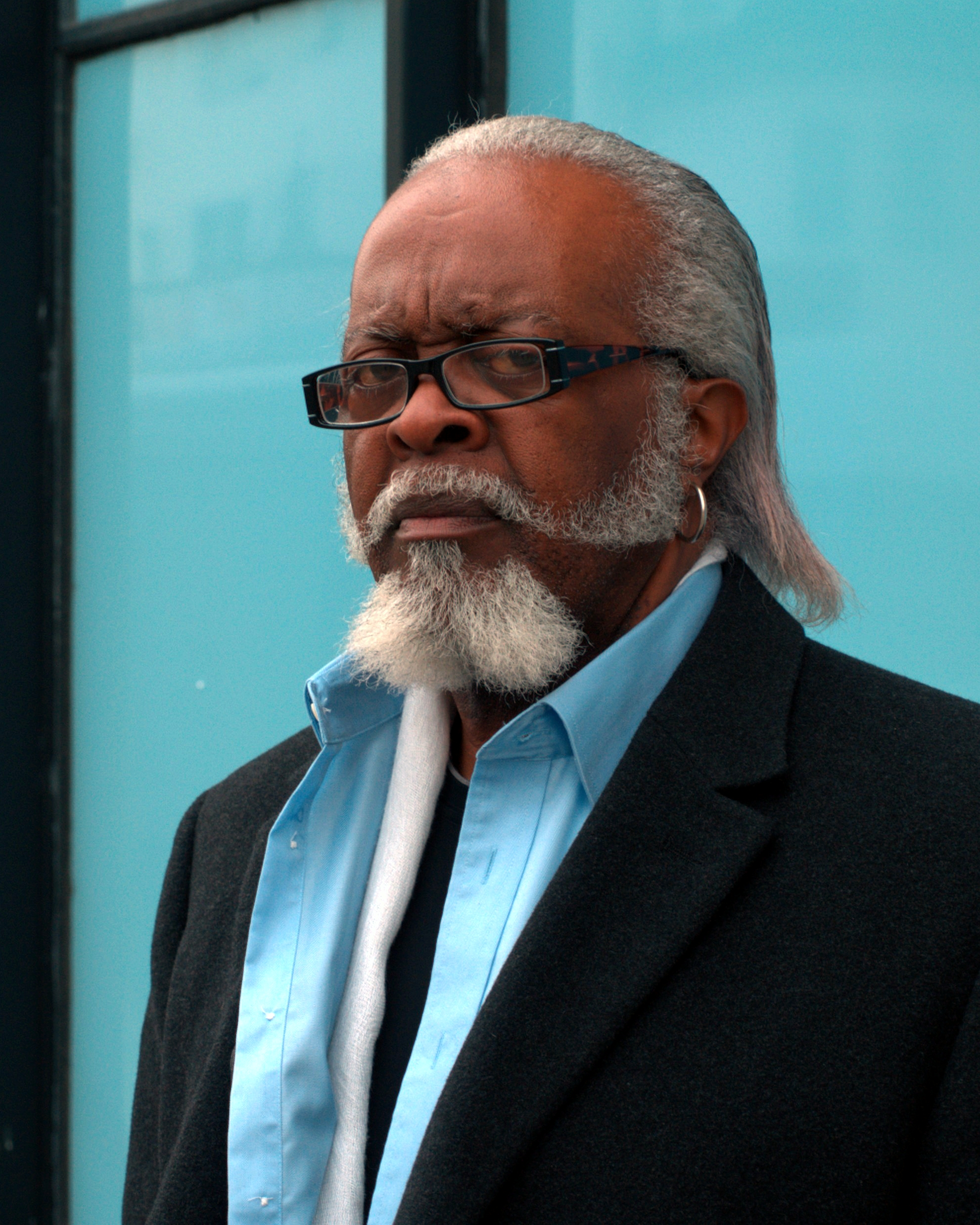
Jimmy McMillan

- Fred Karger, consultor político e ativista dos direitos dos homossexuais da Califórnia, declarou sua candidatura em 23 de março de 2011.[30] Ele recebeu 355 votos em Iowa e Nova Hampshire e também está inscrito na Califórnia, Maryland, Carolina do Norte, Porto Rico, e Michigan.
- Andy Martin, ativista de Illinois, declarou sua candidatura em 29 de dezembro de 2010.[31] Ele recebeu 19 votos em Nova Hampshire.
- Jimmy McMillan, candidato de Nova Iorque declarou sua candidatura em 23 de dezembro de 2010.[32] Ele não apareceu na votação das primárias e caucuses.

Candidatos que suspenderam as candidaturas deles durante as primárias

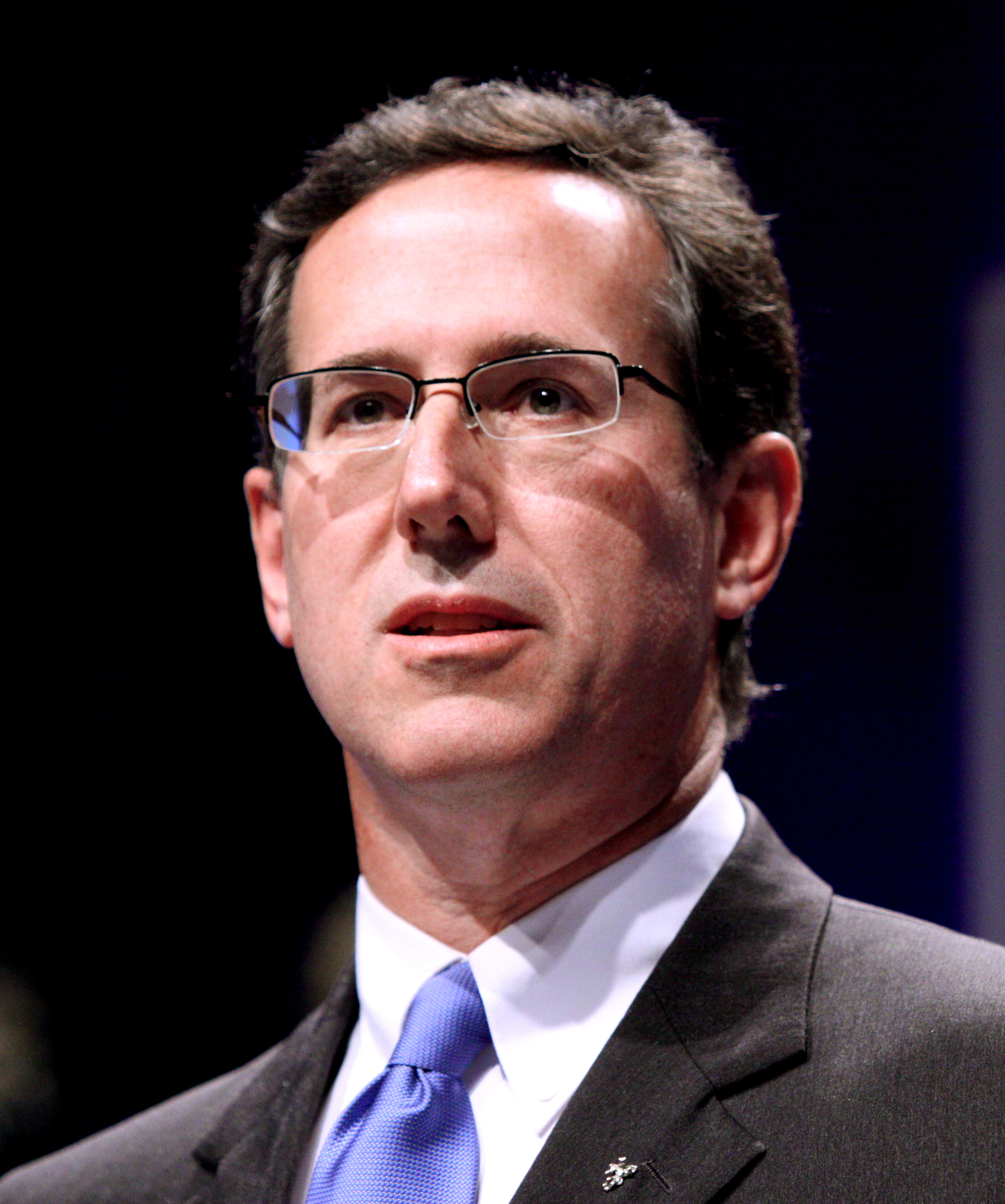
Rick Santorum
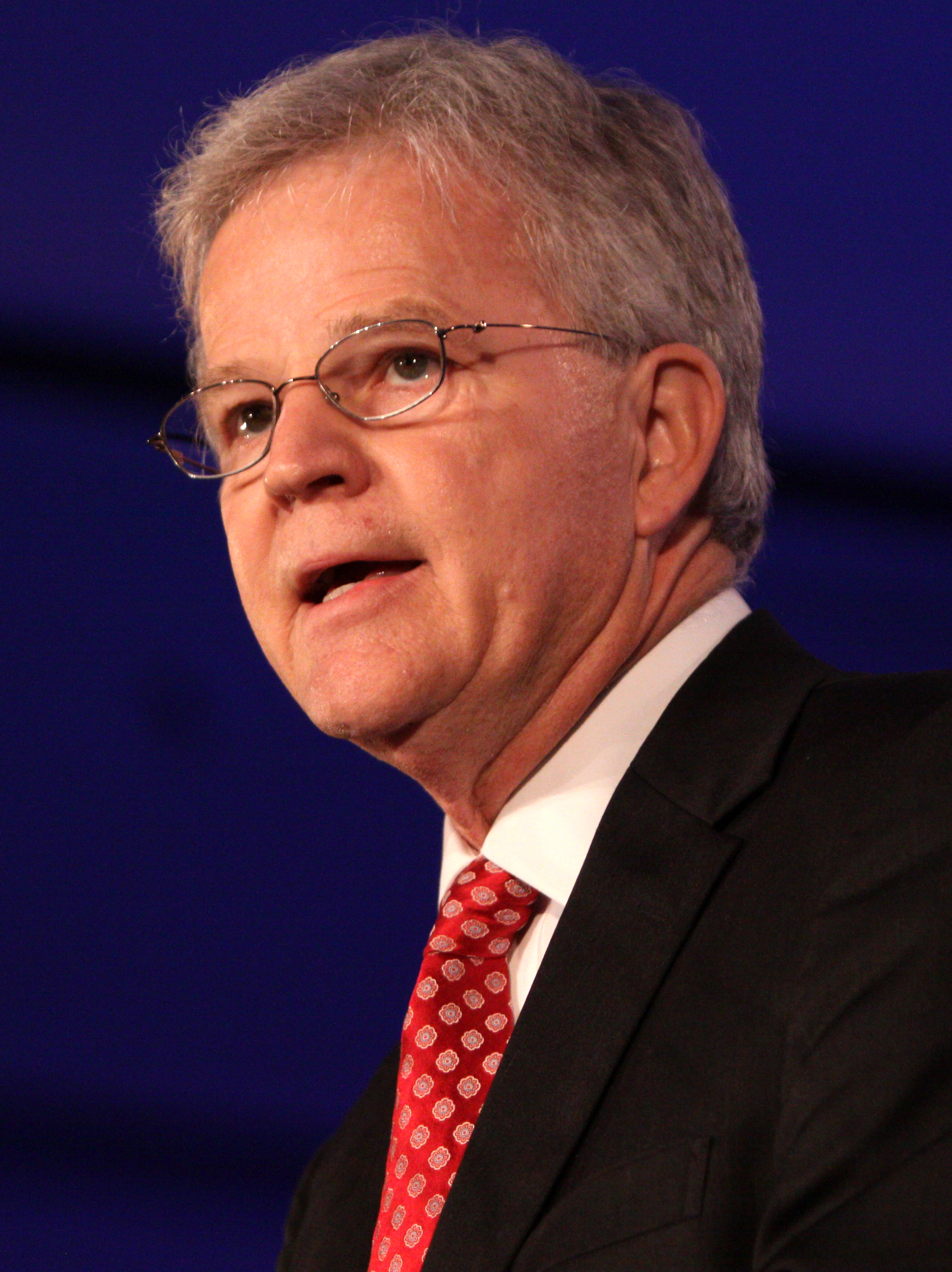
Buddy Roemer
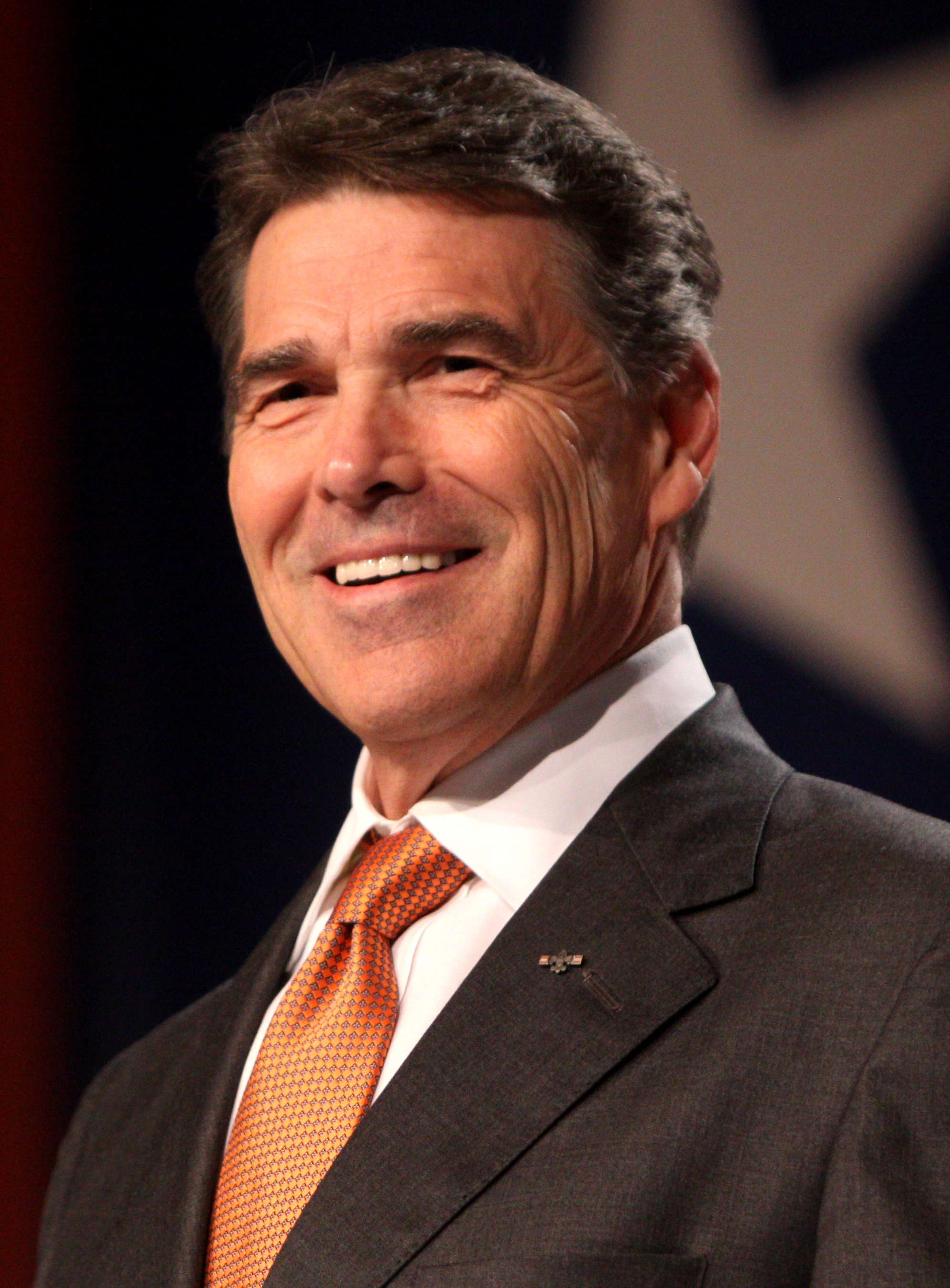
Rick Perry
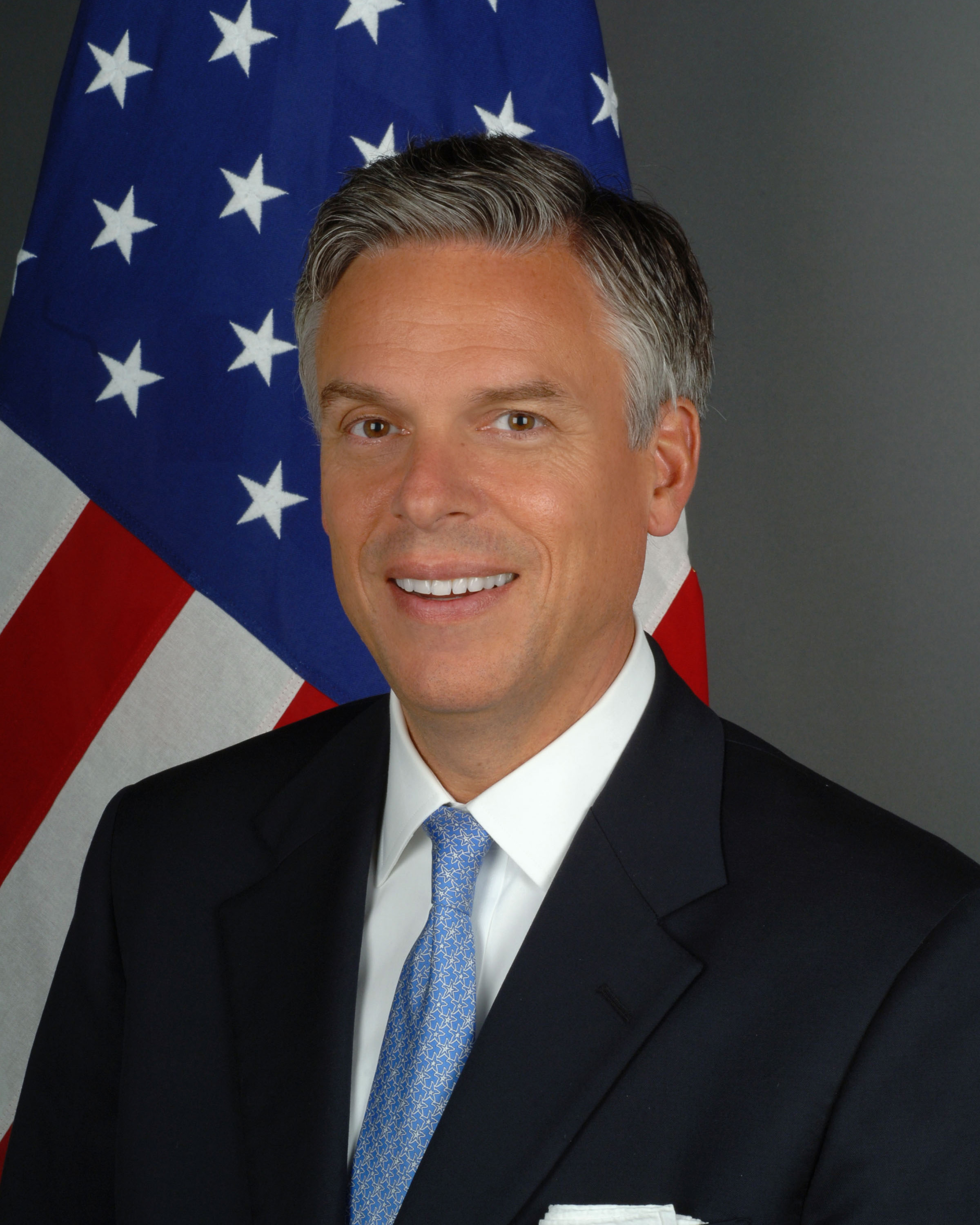
Jon Huntsman, Jr.
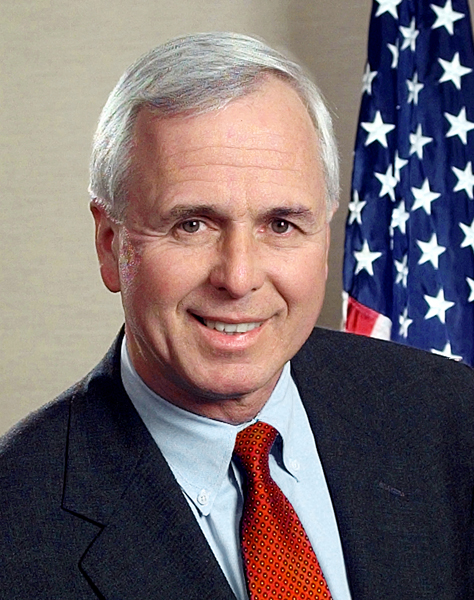
Stewart Greenleaf
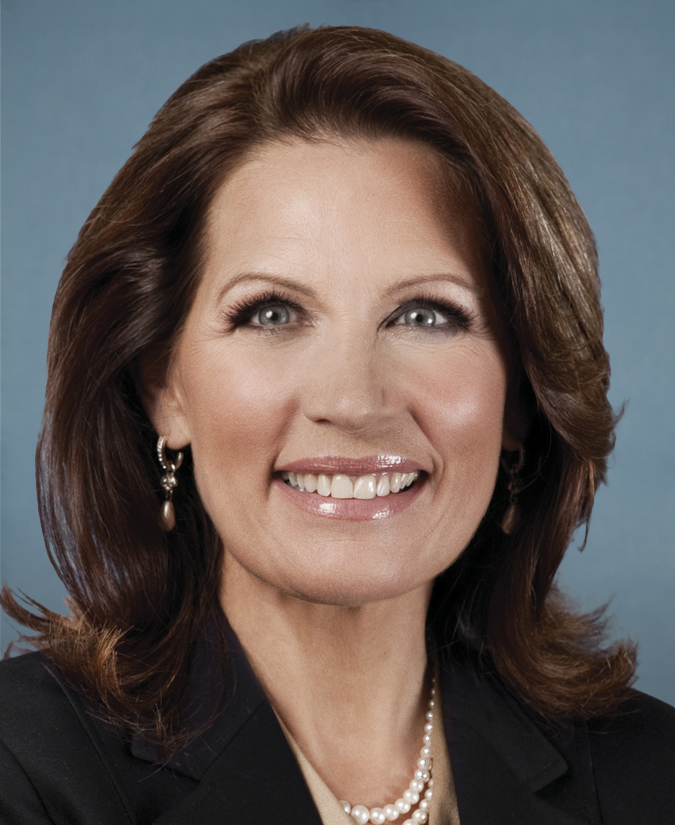
Michele Bachmann

- Rick Santorum, ex-senador da Pensilvânia declarou sua candidatura em 6 de junho de 2011.[33] Em 10 de abril ele suspendeu a campanha.
- Buddy Roemer, ex-governador da Louisiana, declarou sua candidatura em 21 de junho de 2011.[34] Em 22 de fevereiro de 2012 ele anunciou a saída da corrida presidencial republicana para continuar a corrida como membro do Partido Reformista.[35] Ele recebeu um total de 967 votos de Iowa e Nova Hampshire, e está inscrito na votação em Arizona, Michigan, Geórgia e Tennessee.
- Rick Perry, governador do Texas, declarou sua candidatura em 13 de agosto de 2011.[36] Após os baixos resultados em Iowa e Nova Hampshire, ele suspendeu a campanha em 19 de janeiro de 2012, endossando Newt Gingrich.[37] Ele permaneceu nas votações estaduais antes da Super Terça, e a 22 de fevereiro recebeu 26 137 votos.
- Jon Huntsman, Jr., ex-governador de Utah e embaixador para a China, declarou sua candidatura em 21 de junho de 2011.[38] Ele suspendeu a campanha dele em 16 de janeiro de 2012, endossando Mitt Romney.[39] Ele permaneceu nas votações estaduais antes da Super Terça, e a 22 de fevereiro recebeu 51 168 votos.
- Stewart Greenleaf, membro do Senado do Estado da Pensilvânia, se inscreveu para a eleição primária de Nova Hampshire em 28 de outubro de 2011.[40][41] Ele recebeu 24 votos e não se inscreveu em outras primárias. [42]
- Michele Bachmann, representante pelo Minnesota, declarou sua candidatura em 27 de junho de 2011.[43] Após ser a sexta mais votada no caucus de Iowa, ela suspendeu sua campanha presidencial em 4 de janeiro de 2012.[44] Ela permaneceu nas votações estaduais antes da Super Terça, e a 22 de fevereiro recebeu 12 570 votos.

Candidatos que suspenderam as candidaturas antes das primárias

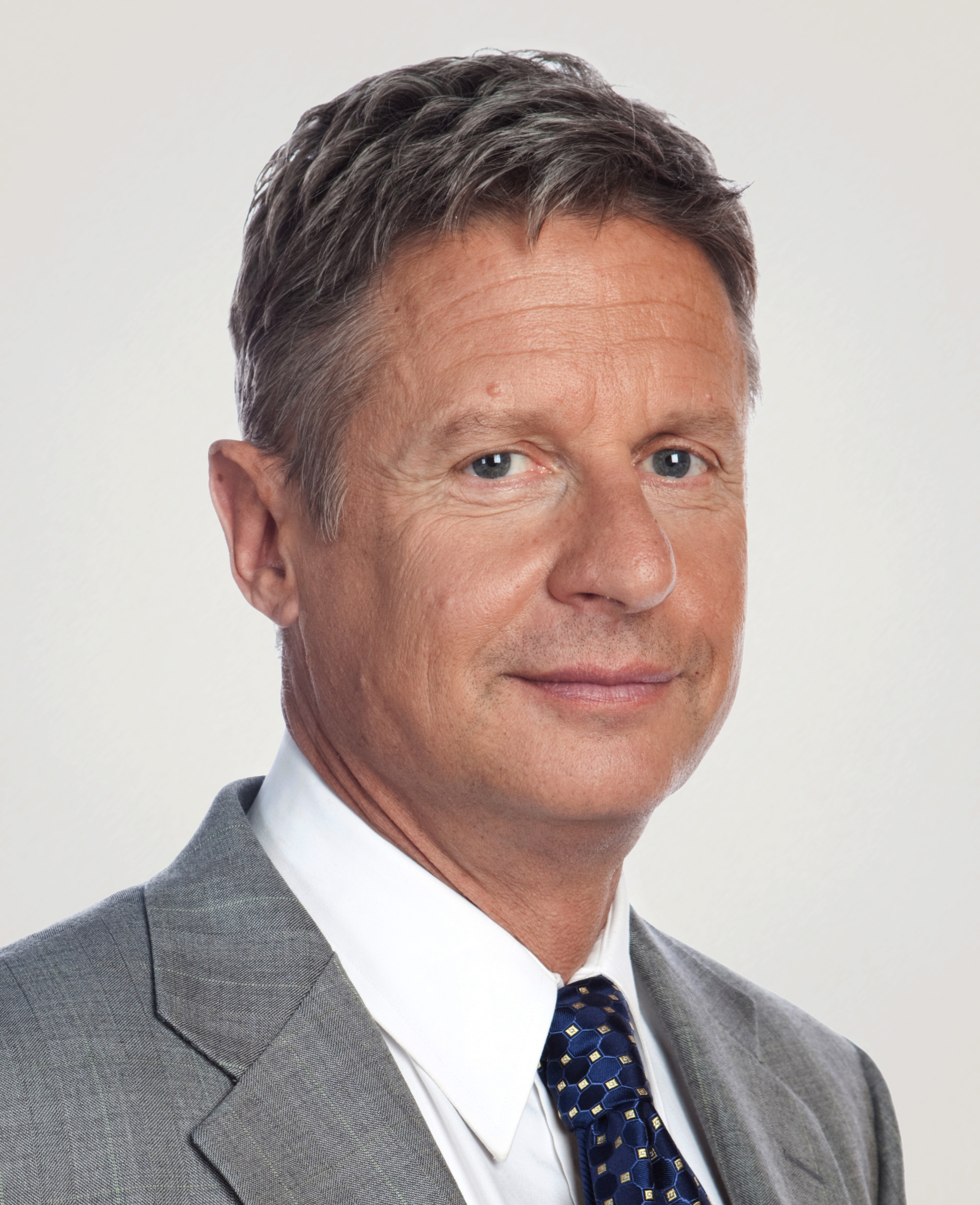
Gary Earl Johnson
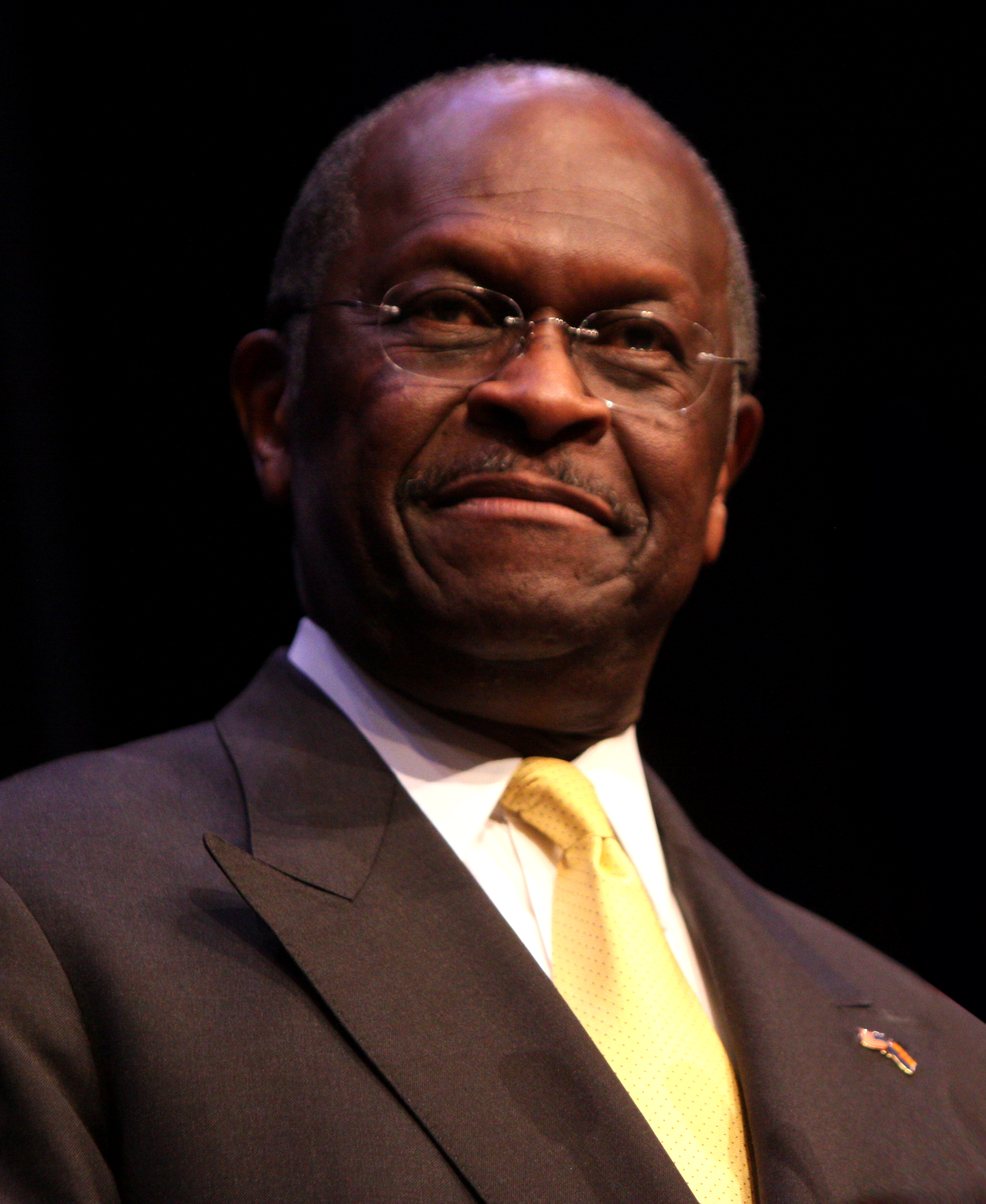
Herman Cain
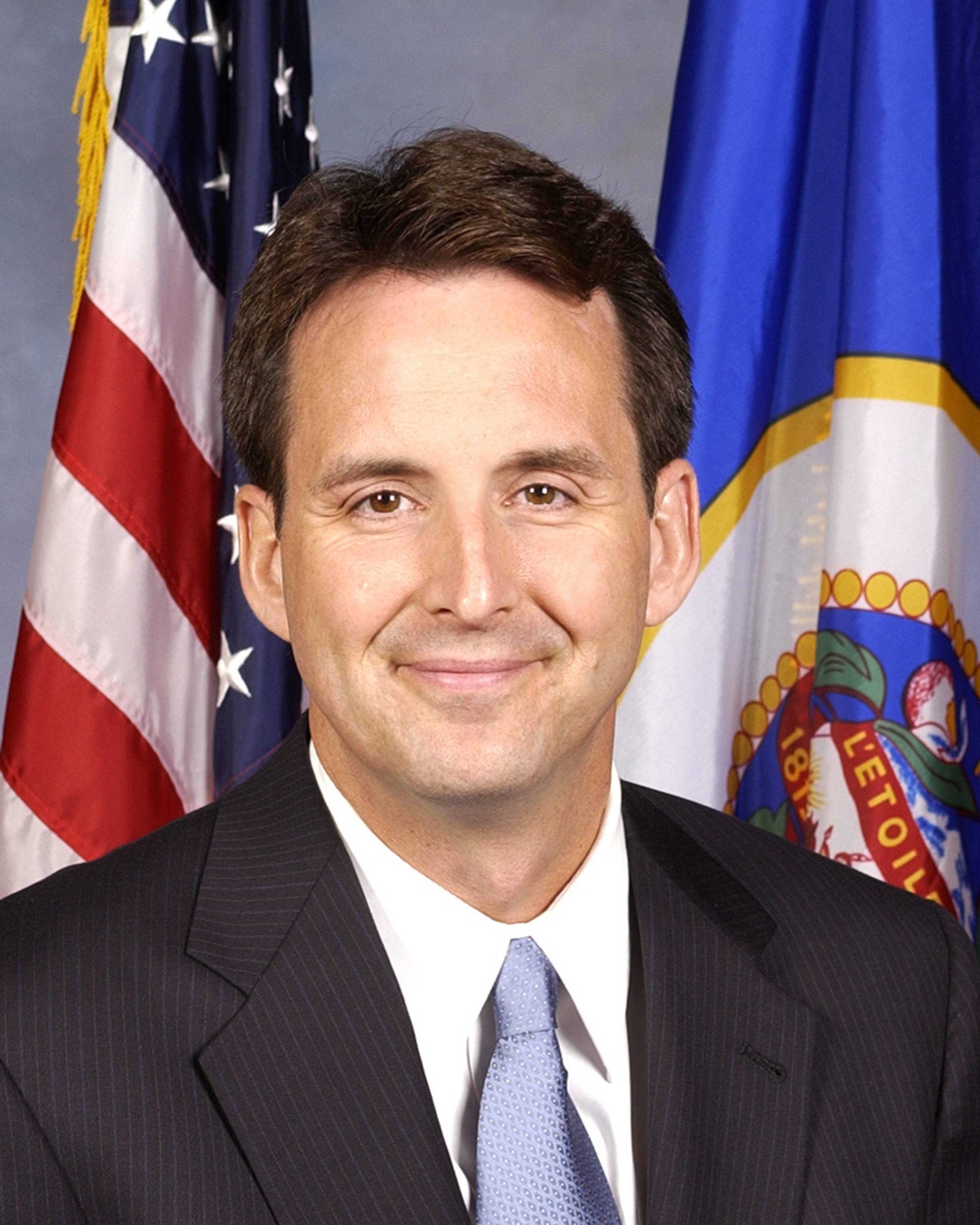
Tim Pawlenty
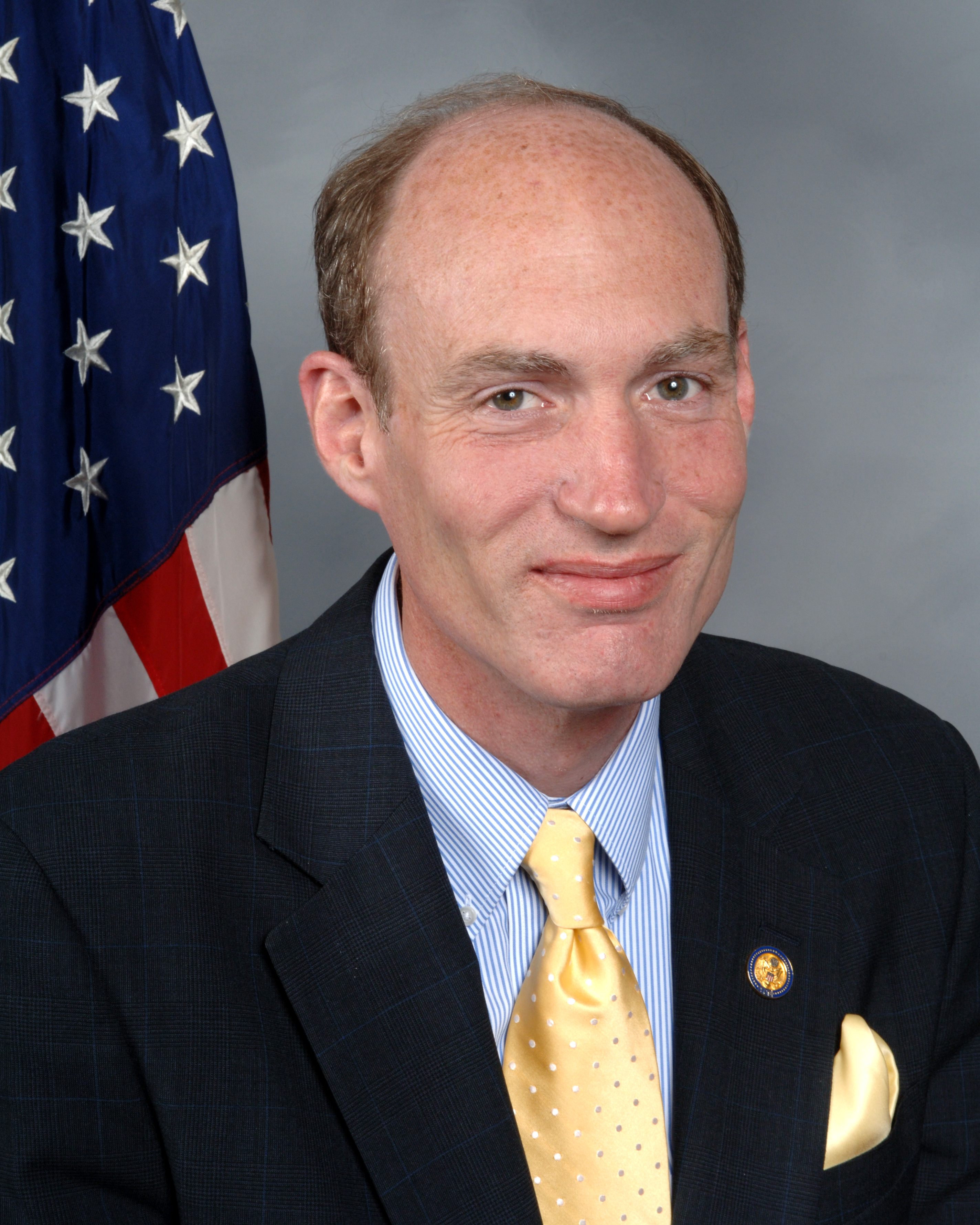
Thaddeus McCotter
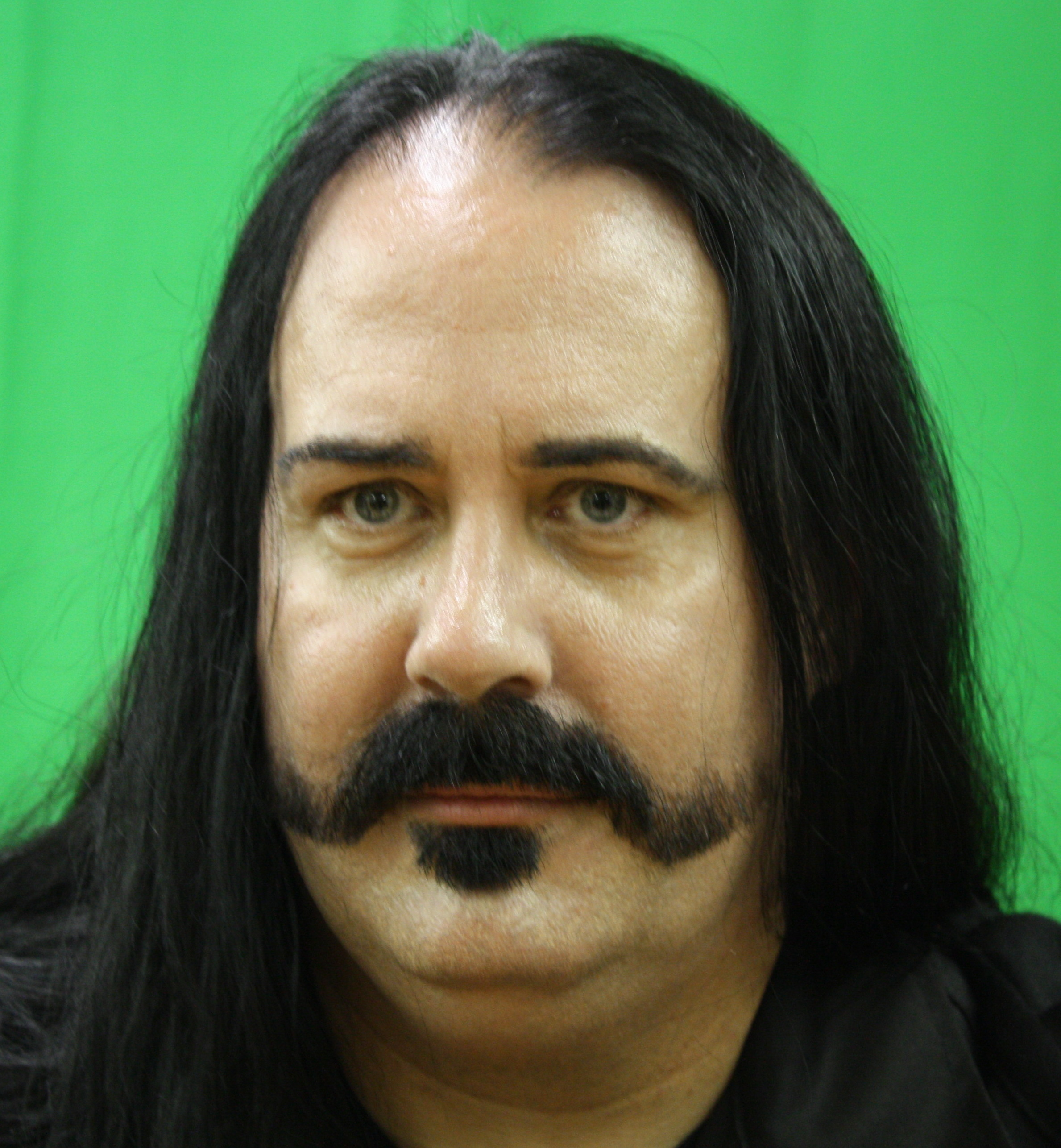
Jonathon Sharkey
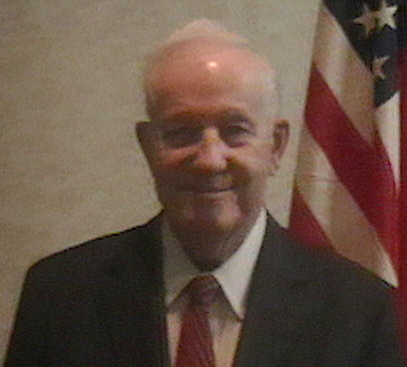
Jack Fellure

- Gary Johnson, ex-governador do Novo México, declarou sua candidatura em 21 de abril de 2011.[45] Johnson desistiu da candidatura pela nomeação presidencial Republicana em 28 de dezembro de 2011, endossando Ron Paul,[46] e oficialmente declarou sua candidatura a nomeação pelo Partido Libertário.[47] Ele permaneceu nas votações estaduais antes da Super Terça, e a 22 de fevereiro recebeu 2 122 votos.
- Herman Cain, magnata da Geórgia, declarou sua candidatura em 21 de maio de 2011.[48] Depois de vários escândalos sexuais, Cain suspendeu sua campanha presidencial em 3 de dezembro de 2011[49] e endosou Newt Gingrich em 28 de janeiro de 2012.[50] Ele permaneceu nas votações estaduais, e a 22 de fevereiro recebeu 12 351 votos.
- Tim Pawlenty, ex-governador de Minnesota, declarou sua candidatura em 23 de maio de 2011.[51] Pawlenty abandonou a corrida em 14 de agosts de 2011.[52] Ele endossou Mitt Romney para presidente em 12 de setembro de 2011.[53]
- Roy Moore, ex-chefe de Justiça da Suprema Corte da Alabama, anunciou a formação de um comitê exploratório em 18 de maio de 2011.[54][55] Quando ele não conseguiu chamar a atenção, ele iniciou a especulação na mídia de que ele era um candidato potencial Partido da Constituição.[56][57] Moore eventualmente suspendeu o comitê exploratório e acabou com todas as especulações de sua candidatura em novembro de 2011, quando ele anunciou que tentaria ser novamente chefe de Justiça na Suprema Corte de Alabama em 2012.[58] Ele recebeu dois votos escritos na cédula em Iowa.
- Thaddeus McCotter, representante pelo Michigan, declarou sua candidatura em 2 de julho de 2011.[59] McCotter desistiu da corrida em 22 de setembro de 2011 e endossou Mitt Romney.[60]
- Jonathon Sharkey, candidato da Flórida, arquivou o comitê presidencial com o Federal Election Commission em 5 de maio de 2010.[61][62][63] Sharkey saiu da corrida em 17 de agosto de 2011 para procuar a carreira no cinema.[64]
- Jack Fellure, candidato da Virgínia Ocidental, arquivou o comitê presidencial com o Federal Election Commission em 5 de novembro de 2008.[65] Fellure terminou a campanha pela nomeação Republicana em 22 de junho de 2011 após receber a nomeação presidencial pelo Partido da Proibição.[66]

## Resultados
| Candidato     | Delegados conquistados | Voto popular    | Estados - em primeiro lugar | Estados - em segundo lugar | Estados - em terceiro lugar |
| Mitt Romney   | 477 (56%)              | 4 127 917 (40%) | 16 estados e 4 territórios Alasca, Arizona, Flórida, Havaí, Idaho, Illinois, Maine, Massachusetts, Michigan, Nevada, Nova Hampshire, Ohio, Vermont, Virginia, Washington, Wyoming Territórios: Samoa Americana, Guam, Ilhas Marianas do Norte, Porto Rico. | 8 estados + 1 território Colorado, Geórgia, Iowa, Kansas, Missouri(p), Oklahoma, Carolina do Sul, Tennessee Territórios: Ilhas Virgens dos Estados Unidos | 4 estados Alabama, Dakota do Norte, Minnesota, Mississippi                                                                                                  |
| Rick Santorum | 205 (24%)              | 2 850 546 (27%) | 11 estados Alabama, Colorado, Dakota do Norte, Iowa, Kansas, Louisiana, Minnesota, Mississippi, Missouri, Oklahoma, Tennessee | 9 estados e 2 territórios Alasca, Arizona, Havaí, Idaho, Massachusetts, Michigan, Ohio, Wyoming Territórios: Ilhas Marianas do Norte, Porto Rico          | 6 estados +1 território Carolina do Sul, Flórida, Geórgia, Maine, Vermont, Washington Territórios: Ilhas Virgens Americanas                                 |
| Newt Gingrich | 135 (16%)              | 2 212 001 (22%) | 2 estadosCarolina do Sul e Geórgia | 4 estados Alabama, Florida, Mississippi, Nevada | 6 estados Arizona, Colorado, Kansas, Ohio, Oklahoma, Tennessee                                                                                              |
| Ron Paul      | 34 (4%)                | 1 079 753 (10%) | 1 território Territórios: Ilhas Virgens dos Estados Unidos | 7 estados Dakota do Norte, Maine, Minnesota, Nova Hampshire, Vermont, Virgínia, Washington                                                                | 10 estados + 1 território Alasca, Idaho, Illinois, Iowa, Hawaii, Massachusetts, Michigan, Missouri(p), Nevada, Wyoming Territórios: Ilhas Marianas do Norte |

### Resultados por condado

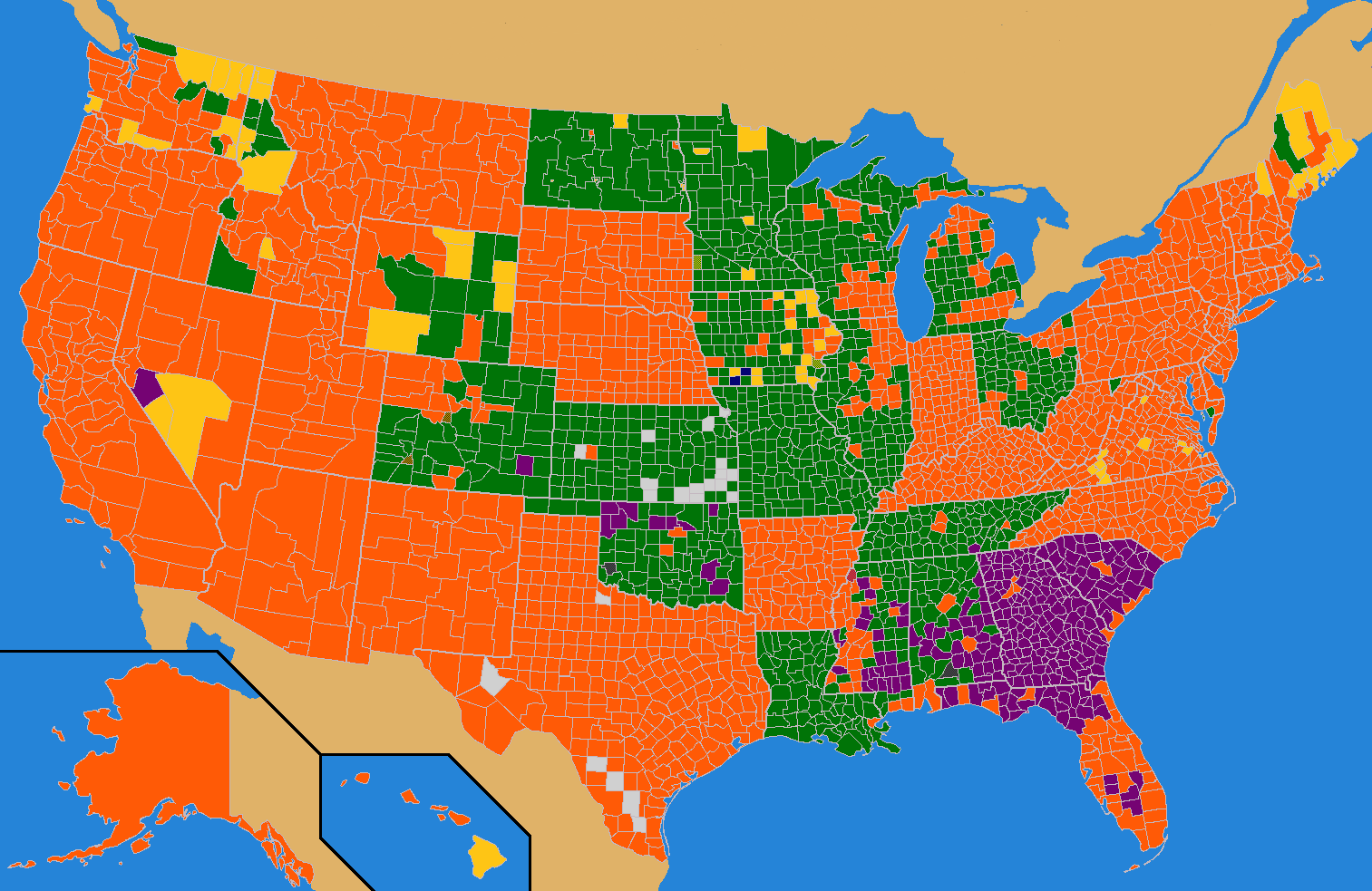
Resultados por condados
Mitt Romney
Ron Paul
Rick Santorum
Newt Gingrich
Rick Perry
Sem votos

| Mitt Romney Ron Paul | Rick Santorum Newt Gingrich | Rick Perry Sem votos |